# 슈쿰빈강

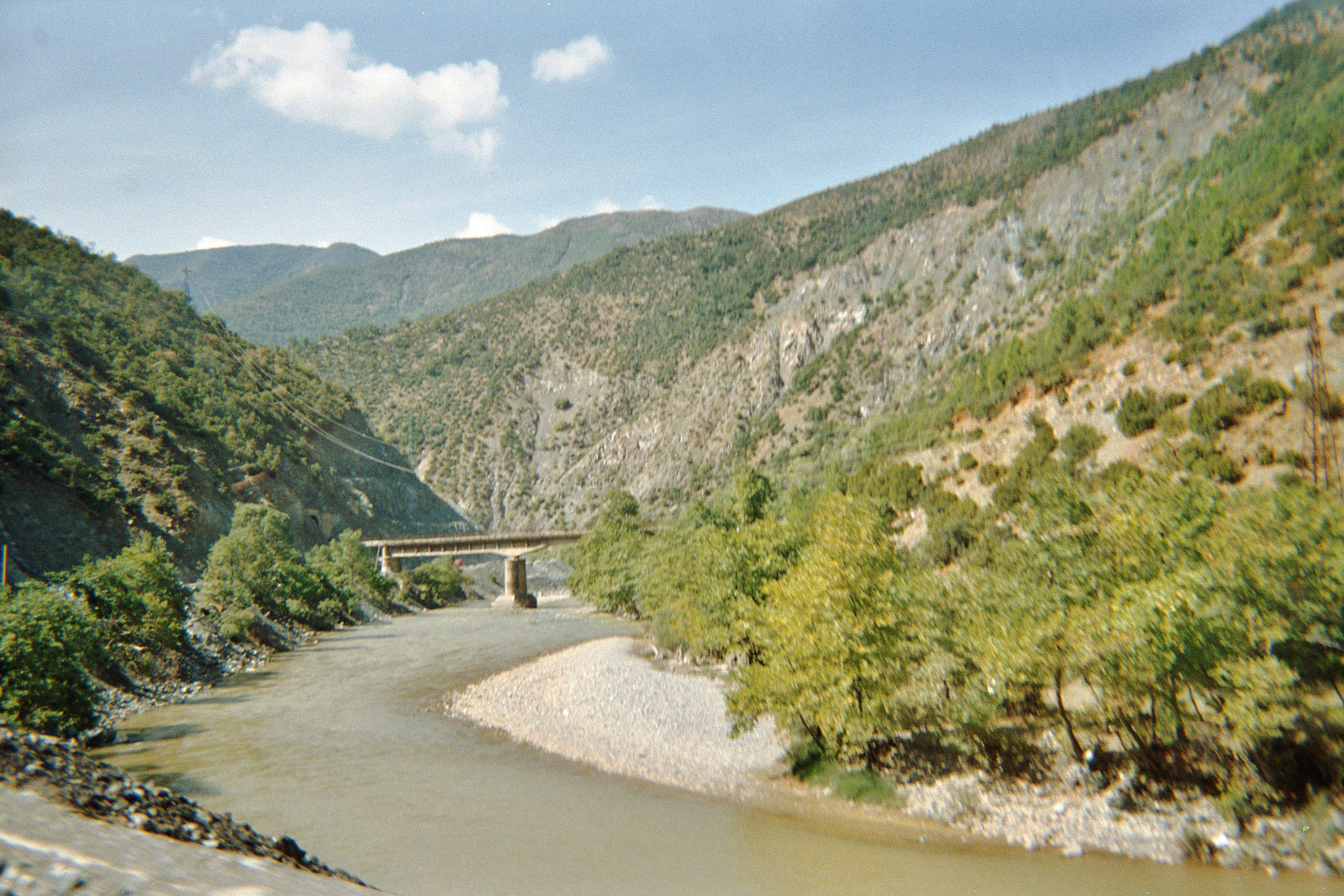

슈쿰빈 (알바니아어: Shkumbini, 라틴어: Genessus, Scampis)은 중부 알바니아에 위치한 강으로, 아드리아해와 만나 있다. 슈쿰빈강을 사이로 알바니아어의 두 방언의 사용지역이 나뉜다: 토스크(남쪽)과 게그(북쪽).
슈쿰빈강은 다양한 역사 시대 동안 이피로스 지역 최북단의 자연 경계로 여겨져 왔다. 5~6세기 동안 슈쿰빈강은 일리리아와 고대 그리스의 나누는 문화적 경계였다.
강의 총길이는 181 km (112 mi)이다. 슈쿰빈강의 수원지는 발라바라산맥 남서쪽에 위치한 오흐리드호로, 코르처주 트레비녜 마을 근처에 자리잡고 있다. 슈쿰빈강은 듀슈나, 라디치나, 부쉬트리카, 셰자, 호토리슈트, 그리고 드라고스툰자 기슭에서 강수를 받아온다. 슈쿰빈강은 대체적으로 북쪽의 프롭티슈트와 츄케스를 지나, 북서쪽의 리브라주드 마을을 거쳐, 서쪽의 폴리스, 엘바산, 처리크, 페친 그리고 엘로고지나로 계속 흘러간다. 최종적으로 디자카의 북서부에 위치한 아드리아해와 만난다. 라푼강이 리브라주드에서 슈쿰빈강과 합쳐진다.
"나움 판쉬"와 "페라스" 운하는 엘바산 지역의 슈쿰빈강에 위치하여 처리크평야의 농업용수의 수요에 맞추어 관개 계획에 동참한다.